# Kati és a Kerek Perec
«Kati És A Kerek Perec» (рус. «Кати и Солёный Крендель») — известная венгерская поп-группа, представляла Венгрию на международном фестивале «Интервидение» в Сопоте в 1977 году. Её песни получали в Венгрии статус «лучшая песня года» в 1978 и 1979 годах.

## Период «Volán»
Основателем группы был бас-гитарист Эрнё Киш (Kiss Ernő). Он был большим поклонником легендарной венгерской рок-группы «Gemini», выступавшей в молодёжном клубе VOLÁN, и её лидера Габора Варсеги (Várszegi Gábor) и, вдохновлённый его примером, в 1970 году попытался создать в этом клубе собственный рок-коллектив, который так и назвал «Volán» («Колесо»). Состав его группы не был постоянным: на ударных часто играл Дьюла Бардоци (Bardóczi Gyula), барабанщик «Gemini», клавишником был Имре Папп (Papp Imre) из «Nivram», также будущий участник «Gemini», а гитаристом одно время был Адам Вегвари (Végvári Ádám), будущий участник группы «Universal». В 1971 году барабанщиком стал Била Надь (Nagy Béla), бывший участник «Apostol», клавишником Иштван Лерч (Lerch István) из группы «Hétfő» ("Понедельник"), будущий супруг популярной венгерской певицы Кати Ковач, а гитаристом Ласло Барански (Baranszky László), который через год также перешёл в «Gemini». В те годы их коллектив пытался подражать западным рок-группам «Black Sabbath», «Deep Purple» и «Led Zeppelin», которые в начале 70-х были на пике своей популярности. 
В 1972 году в их команду из группы «Tűzkerék» перешла Кати Надь (Nagy Katalin), которая играла на саксофоне и клавишных, а также пела, а гитаристом в течение года был Габор Хейлиг (Heilig Gábor). Изменение состава группы повлекло за собой и изменение стиля, который стал более мягким. В конце 1973 года Кати Надь ушла в девичью группу "Vadmacskák", которую создали бывшие участницы "Beatrice". А группа "Volán" переименовалась в «Kerek Perec» («Солёный Крендель») и в 1974 году выступала в следующем составе: Эрнё Кишш (Kiss Ernő) - бас-гитара, Била Надь (Nagy Béla) - ударные, Аттила Фабиан (Fábián Attila) - гитара, флейта, из группы "Metronom" и Ференц Часар (Császár Ferenc) - клавишные, вокал, также из группы "Metronom". Затем весной 1975 года Кати вернулась, и поскольку она стала главной вокалисткой и лицом коллектива, группа стала называться "Kati és a Kerec Perec" («Кати и Солёный Крендель»). В ноябре 1975 года Аттила и Ференц покинули группу, и на их места пришли гитарист Ласло Станкаи (Sztankay László), бывший участник "Wanderers" и будущий участник "Atlantis" и Балаж Сабо (Szabó Balázs) - вокал, гитара, клавишные, бывший участник "Gemini". 

## Основной период
В 1976 году группа записала песню «Langolok», которая была кавером на хит «I’m On Fire» (1975) британской диско-группы «5000 Volts», а также весёлую танцевальную композицию «Pereces bácsi». Группу показали по телевидению в музыкальных субботних телепередачах «Egymillió fontos hangjegy». Это привлекло к ним внимание Петера Эрдёша (Erdős Péter), главы звукозаписывающего лейбла Pepita, который в то время подбирал кандидатов на государственную поддержку. К тому времени состав снова изменился, и группа выступала на телевидении в таком виде: Эрнё Кишш (Kiss Ernő) - бас-гитара, Кати Надь (Nagy Katalin) - вокал, саксофон, клавишные, Миклош Патаи (Patay Miklós) - гитара, из группы "Metronom", Томаш Винце (Vincze Tomás) - ударные и Габор Лэндьел (Lengyel Gábor) - гитара, скрипка, из группы "P. Mobil". Также иногда к группе присоединялся Янош Кэдье (Kegye János) - флейта, будущий участник фолк-рок группы "Corvina". 
В 1977 году новым барабанщиком группы стал Шандор Замори (Zámori Sándor) из группы "Beatrice". «Kati És A Kerek Perec» приняли участие в венгерском телеконкурсе «Metronóm» с композицией «Egy dal neked» («Песня для вас»), которая была выпущена как сингл, а также представили Венгрию на международном конкурсе «Интервидение» в Сопоте (Польша) с композициями «Egy dal neked» и «Hinta» («Качели») и заняли 14-е место, обойдя по сумме баллов второго представителя Венгрии — певицу Кати Ковач. Авторами обеих композиций были Кати Надь и Режё Шолтис (Soltész Rezső), основатель рок-команды «Corvina». Композиция «Egy dal neked» была № 1 в еженедельном Ifjúsági Slágerlistá от 18.11.1977 и №20 в годовом Slágerlistá'77 TOP20. Главное венгерское музыкальное обозрение Pop-Meccs назвало группу «сюрпризом года». В том же году «Kerek Perec» записали совместно с известной эстрадной певицей Жужей Матраи (Mátrai Zsuzsa) венгерский кавер «Táncolni jó» диско-композиции «I love to love» (1976) британской исполнительницы Тины Чарльз (ex-"5000 Volts").
В 1978 году Габор и Шандор ушли в группу "Korong", а в "Кати и Солёный Крендель" вернулись барабанщик Дьюла Бардоци и гитарист Адам Вегвари. Песня «Hinta» вышла на сингле «Hinta»/«Jókedvű Nap» («Качели»/«Весёлый день»), и композиция «Jókedvű Nap» стала хитом 1978 года в Венгрии (№10 в годовом Slágerlistá'78 TOP20) и позднее вошла в компиляцию «PEPITA FAVORIT’79». Следующий сингл группы «Csillagszórós Éjszaka»/«Egy Kölcsön Álom» («Ночью звёзды ближе»/«Мечта в аренду») был также весьма удачным (№4 в Slágerlistá'78), первая из композиций представляла собой романтичную балладу, написанную в духе американской рок-группы «Eagles». Ещё один их шлягер «Eladom a bánatom» («Я купила себе горе») обрёл феноменальную популярность в странах Восточной Европы и СССР и по сути стал визитной карточкой группы. В Советском Союзе коллектив был известен под именем «ККП Бэнд», его записи выходили на гибких пластинках-приложениях к журналу «Кругозор».
В 1979 году по решению Петера Эрдёша на лейбле Pepita был записан альбом каверов «DISCO PARTY», в который вошли перепетые венгерскими исполнителями хиты западных звёзд диско: «ABBA», «Boney’M», «Eruption», Gilla, «Bee Gees», «La Bionda» и Donna Summer. Кати Надь исполнила на этом сборнике аббовский хит «Fernando». В том же году «Kati És A Kerek Perec» выпустили свой дебютный диск-гигант, содержавший очень сильные композиции «Csak Egy Képregény» («Роман в картинках»), «Ő Az A Cigánylány» («Она — цыганка»), «Tizenöt Nyár» («Пятнадцатый год»), «Villamos Szerelem» («Влюблённые трамваи»), «Szeress, Amíg Élsz!» («Люби, пока жив!»), которые окончательно покорили Восточную Европу и были неоднократно переизданы на различных сборниках. Композиция «Titanic» была признана музыкальным обозрением Pop-Meccs лучшей песней 1979 года и вошла в компиляцию «DISCO PARTY 2». В венгерском хит-параде за весь год Slágerlistá'79 композиция «Ő Az A Cigánylány» была № 4, «Titanic» № 13 и «Villamos Szerelem» № 20. Помимо студийной работы "Кати и Солёный Крендель" совершили совместное турне с рок-группой "Edda Művek". Однако в глазах Петера Эрдёша группа к тому времени стала чем-то вроде «запасного варианта», поскольку главную ставку он уже сделал на других своих подопечных — группу «Neoton Familia», которая в том же 1979 году получила Grand Prix на MIDEM-фестивале в Каннах. 
В 1980 году у «Neoton Família» возникли проблемы с барабанщиком, и они стали приглашать Дьюлу Бардоци играть на своих концертах. Вскоре Петер Эрдёш предложил Дьюле полностью перейти в «Neoton Família», но тот согласился на это при условии, что вместе с ним перейдёт и его друг Адам Вегвари. Их места в «Kati És A Kerek Perec» заняли барабанщик Винце Бабарик (Babarik Vince) и гитарист Шандор Микулца (Mikulcza Sándor) из команды «Syconor». В новом составе в 1981 году группа записала свой второй лонг-плей «Szerpentin», который получился не слабее первого: такие композиции как «Ördögi Kör» («Порочный круг», №9 в годовом Slágerlistá'81 TOP20), «Kövesd A Folyót» («Плыви по течению»), «Szerpentin» («Серпантин») и другие свидетельствовали о существовании у группы большого творческого потенциала. В том же году группа заняла 3-е место на Дрезденском Музыкальном Фестивале и получили приз зрительских симпатий. Однако к тому времени Петер Эрдёш уже окончательно потерял интерес к «Kati És A Kerek Perec»: он заявил, что «нет потребности в двух группах, играющих в идентичных стилях» и лишил группу государственной поддержки. Эрнё Киш и Кати Надь попытались работать за рубежом, но столкнулись с многочисленными трудностями и в 1983 году объявили о закрытии своего проекта.

## Синглы и композиции
1976 — Lángolok (TV)

1976 — Pereces bácsi (TV)

1977 — Dal (TV)

1977 — Egy dal neked (Metronom’77, Интервидение’77, сингл) 

1978 — Hinta / Jókedvű nap (Интервидение’77, сингл) 

1978 — Eladom a bánatom (TV)

1978 — Légy oly boldog, mint egy gyermek (TV)

1978 — Csillagszórós éjszaka / Egy kölcsön álom (сингл) 

1978 — Több voltál nekem (TV)

## Альбом «Kati És A Kerek Perec» (1979)
1. Csak Egy Képregény 

2. Szeress, Amíg Élsz! 

3. Titanic 

4. Fátyoltánc 

5. Ő Az A Cigánylány 

6. Hívnak A Fények 

7. Villamos Szerelem 

8. Tizenöt Nyár 

9. Üvegszív

## Альбом «Szerpentin» (1981)
1. Robinson 

2. Ne Szeress Engem 

3. Szívkirály 

4. Rolli 

5. Ördögi Kör 

6. Engedj Szabadon 

7. Kövesd A Folyót 

8. Szerpentin 

9. Szoríts, Ölelj Át